# Доротея-Шарлотта Бранденбург-Ансбаська
Доротея-Шарлотта Бранденбург-Ансбаська (нім. Dorothea Charlotte von Brandenburg-Ansbach, 28 листопада 1661 — 15 листопада 1705) — представниця німецької знаті XVII століття з династії Гогенцоллернів, донька маркграфа Бранденбург-Ансбаського Альбрехта II та Софії Маргарити Еттінген-Еттінгенської, дружина ландграфа Гессен-Дармштадтського Ернста Людвіга.

## Життєпис
Доротея-Шарлотта народилась 28 листопада 1661 року в Ансбаху. Вона була четвертою дитиною та другою донькою в родині маркграфа Бранденбург-Ансбаського Альбрехта II та його другої дружини Софії Маргарити Еттінген-Еттінгенської. Дівчинка мала старших братів Йоганна Фрідріха та Альбрехта Ернста і сестру Луїзу Софію. Згодом в сім'ї з'явилася ще одна донька, яку назвали Елеонора Юліана.
Мати померла 1664 року. Батько пішов з життя три роки потому. Правителем маркграфства став 13-річний Йоганн Фрідріх. Але оскільки він був неповнолітнім, управління в країні здійснювалося регентською радою, очолюваною курфюрстом Бранденбургу Фрідріхом Вільгельмом I. 
У 26 років Доротея Шарлотта вийшла заміж за 19-річного ландграфа Гессен-Дармштадтського Ернста Людвіга. Весілля відбулося 1 грудня 1687 року в Дармштадті. У подружжя народилося п'ятеро дітей.
Доротея притримувалася пієтизму — течії в лютеранстві, що надавала особливої значущості особистому благочестю та відчуттю постійного перебування під божим наглядом. В перші роки шлюбу вона впливала на державну політику на користь пієтистів. Ставши покровителькою Філіпа Якоба Шпенера, ландграфиня разом з ним просувала пієтизм при дворі та місцевому університеті. Ернст Людвіг цьому не протидіяв, але після смерті дружини, відринув від подібних справ.
Доротея Шарлотта померла 15 листопада 1705 року, два тижні не доживши до свого 44-річчя. На цю сумну подію вперше лунав срібний дзвін Білої вежі дармштадтського палацу. Була похована у «Stadtkirche» Дармштадта.

## Родина

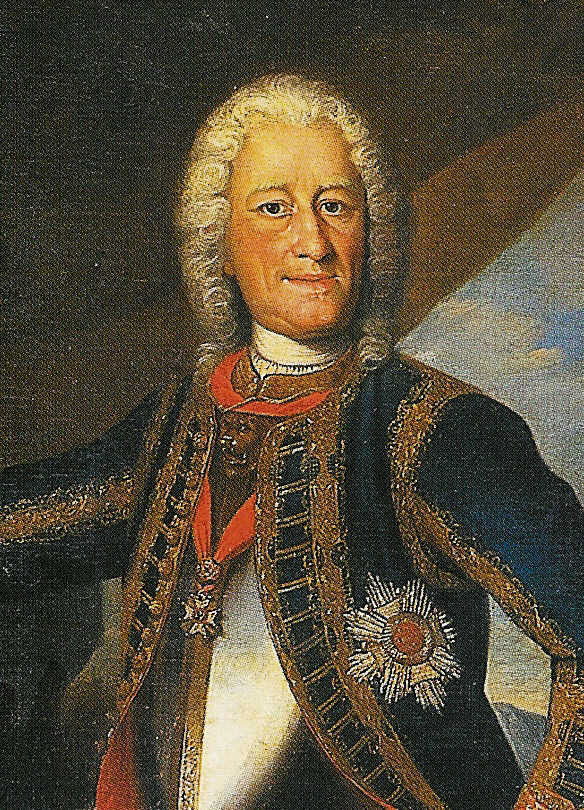
Ернст Людвіг

Чоловік —  Ернст Людвіг, ландграф Гессен-Дармштадтський
Діти:
- Доротея Софія (1689—1723) — дружина принца Йоганна Фрідріха Гогенлое-Нойнштайн-Ерінгенського, мала двох синів та шість доньок;
- Людвіг (1691—1768) — наступний ландграф Гессен-Дармштадтський, одружений з Шарлоттою Крістіною Ганау-Ліхтенберзькою, мав шестеро дітей;
- Карл Вільгельм (1693—1707) — очолював Гессен-Дармштадтський полк, помер у 13 років;
- Франц Ернст (1695—1717) — очолював Гессен-Дармштадтський полк, помер неодруженим у 20 років;
- Фредеріка Шарлотта (1698—1777) — дружина принца Максиміліана Гессен-Кассельського, мала семеро дітей.